# Julia Stinshoff
Julia Stinshoff, née le 27 décembre 1974 à Bonn, est une actrice allemande.

## Filmographie sélective
- 2010 : Petits mensonges en famille (Mein falscher Verlobter) (TV) de Ulli Baumann
- 2009 : Un père envahissant (Dora Heldt: Urlaub mit Papa) (TV)
- 2009 : L'Amour au bout du chemin (Ein Date fürs Leben) (TV) de Andi Niessner
- 2006 : Des diamants pour un couvent avec Hendryk Duryn
- 2005 : Drôle de gendre
- 2004 : Un Petit air de déjà vu
- 2004 : La Chasse au Requin Tueur
- 2003 - 2005 : Alerte Cobra : Team 2 (TV) : Suzanna Von Landitz avec Hendryk Duryn
- 2002 : Un Cauchemar de trois kilos et demi
- 2001 : Un Drôle de duo